# Turtle Bay (Manhattan)

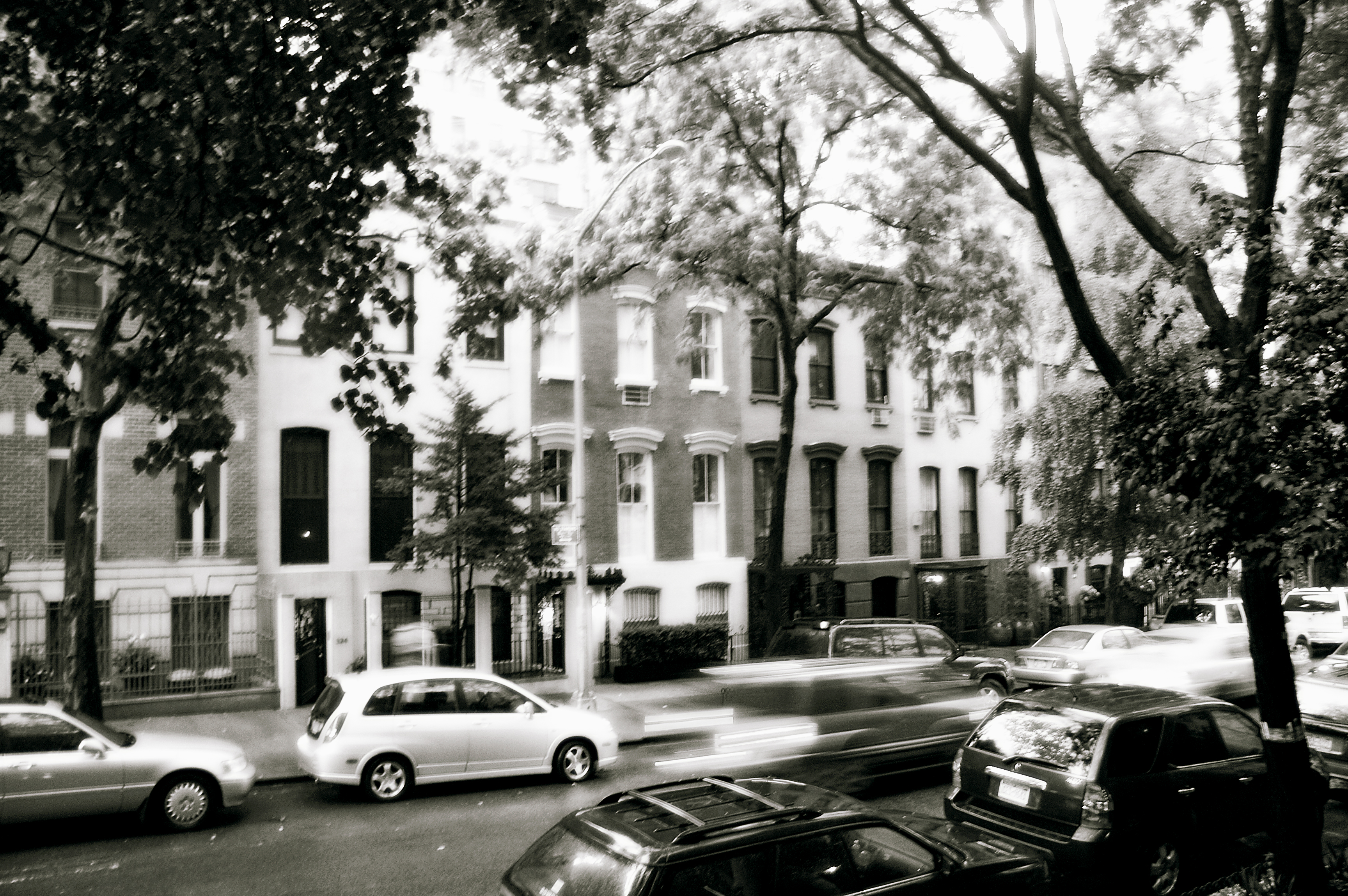
Casas tradicionales en Turtle Bay.

Turtle Bay es un barrio ubicado en la  Ciudad de Nueva York, en  Midtown Manhattan. Se extiende entre las calles 41 y 53, y al este de la Avenida Lexington al Río Este, a través de Roosevelt Island. Es el sitio de la Sede de las Naciones Unidas y el Edificio Chrysler.
Turtle Bay se encuentra a orillas del Río Este, convirtiéndose en un sitio de construcción de barcos.  Sin embargo para 1868, la bahía fue empezando a ser llenada por desarrollos comerciales, llenos de mataderos y muelles. 
El barrio Turtle Bay fue originalmente de 40-acres (160,000 m²) dada a ingleses por el gobernador colonial neerlandés de Nueva Ámsterdam en 1639, y lo llamó "Turtle Bay Farm".  Después que se inició el plan hipodámico en Manhattan, el paisaje de colinas de Turtle Bay Farm fue emparejado para crear calles y los terrenos fueron subsidiados para desarrollos residenciales.